# ویلیام دمپیر
ویلیام دمپیر (انگلیسی: William Dampier؛ غسل تعمید در ۵ سپتامبر ۱۶۵۱؛ درگذشت مارس ۱۷۱۵) یک جهانگرد و کاشف بریتانیایی بود که به کشف بخش‌هایی از آنچه که امروز استرالیا نامیده می‌شود موفق شد. او اولین فردی است که سه بار به دور جهان گشت. اولین بار از ۱۶۷۳ تا ۱۶۹۱، دیگری از ۱۶۹۹ تا ۱۷۰۱ و بار سوم از ۱۷۰۸ تا ۱۷۱۱ میلادی.
ویلیام دمپیر همچنین اولین مورخی است که طبیعت استرالیا را تشریح کرده‌است. او یکی از مهم‌ترین کاوشگران بین دوره سر والتر رالی و جیمز کوک بشمار می‌رود.
دمپیر پس از تحت تأثیر قرار دادن اداره نیروی دریایی با کتاب «سفر جدید به دور دنیا»، فرماندهی کشتی نیروی دریایی سلطنتی بریتانیا را بدست آورد و اکتشافات مهمی در غرب استرالیا به عمل آورد. اما پس از آن در دادگاه-نظامی برای ظلم محاکمه شد. او بعدها در یک سفر الکساندر سلکرک دریانورد سابق یاغی را که ممکن است از رابینسون کروزوئه اثر دانیل دفوالهام گرفته باشد نجات داد.
دمپیر بسیاری از افراد صاحب نام را تحت تأثیر خود قرار داد. از جمله جیمز کوک، هوریشیو نلسون، چارلز داروین و آلفرد راسل والاس.